# Dmitrij Dmitrijevič Ivanenko
Dmitrij Dmitrijevič Ivanenko (Dmitrievič; ukr. Дмитро́ Дми́трович Іване́нко ili Dmytro Dmytrovič Ivanenko; Poltava, 29. srpnja 1904. – Moskva, 31. prosinca 1994.), ruski i ukrajinski fizičar. Od 1943. sveučilišni profesor u Moskvi. Godine 1932. iznio je pretpostavku da su atomske jezgre građene od protona i neutrona. Objavio je mnogobrojne radove o silama u atomskoj jezgri (zajedno s I. J. Tammom, od 1934. do 1936.), o teoriji zračenja jako ubrzanih elektrona, o kaskadnoj teoriji kozmičkih pljuskova i kvantnoj teoriji gravitacije.

## Nuklearne sile i mezoni
Otkriće mezona, najveći uspjeh u istraživanju kozmičkih zraka, nije došlo baš tako neočekivano za teoriju. Godine 1935. pretpostavio je japanski fizičar Yukawa da postoje "teški elektroni" s masom oko 100 do 200 puta većom od poznatog elektrona. Yukawina hipoteza nastala je primjenom kvantne teorije na nuklearne sile. Beta-radioaktivnost navela je već D. D. Ivanjenka i Heisenberga, pa Fermija, na misao da su sile između neutrona i protona u vezi s njihovim uzajamnim pretvorbama. Po Yukawi, pri pretvorbi jednog protona u neutron biva emitiran pozitivni teški elektron, a pri pretvorbi neutrona u proton negativni teški elektron. Shematski možemo te procese pisati:
{\displaystyle {}_{1}^{1}\mathrm {H} \rightarrow {}_{0}^{1}\mathrm {n} +\mathrm {e} ^{+}}
{\displaystyle {}_{0}^{1}\mathrm {n} \rightarrow {}_{1}^{1}\mathrm {H} +\mathrm {e} ^{-}}
Kod tih procesa ostaje, naravno, cjelokupan električni naboj sačuvan. Proces se može stvarno izvršiti samo ako se protonima ili neutronima dovede energija ekvivalentna masi teškog elektrona. U normalnim prilikama ne raspolažu atomske jezgre tolikih suvišnim energijama, i emisija mezona se ne primjećuje. Po Yukawi su elektroni, koji dolaze kod beta radioaktivnog raspada, rezultat raspada mezona. 
Yukawina teorija dobila je moćan impuls otkrićem mezona. Nađeni mezoni imali su ona osnovna svojstva, koja je Yukawa odredio za svoje hipotetske čestice: masu 200 i spontani raspad na elektrone. Time se teorija nuklearnih sila najuže povezala s ispitivanjem kozmičkih zraka. Zbog svoje nestabilnosti mezoni ne mogu biti primarne čestice kozmičkih zraka. Oni moraju nastati u onim visokim slojevima atmosfere, gdje kozmičke zrake nalete s punom jakošću (intenzitetom). Pokusima su i na morskoj razini opaženi procesi da atomske jezgre, kad ih pogodi čestica kozmičkih zraka, izbacuju mnoštvo čestica, među njima i mezone. Emitirane grupe mezona čine vrlo prodorne pljuskove. Prodorne pljuskove opazili su 1938. Fussel, 1939. Braddick i Hensby, 1940. C. F. Powel i drugi. Oni se sastoje od grupe mezona koji su proizvedeni iznad Wilsonove komore. Pokusima su u samoj Wilsonovoj komori opažani procesi, gdje čestica kozmičkih zraka razbija atomsku jezgru na mnogo čestica. Isti takvi procesi nađeni su u "zvijezdama". Pri tim razbijanjima opažamo i mezone. Teorijski se to može objasniti na osnovu Yukawine hipoteze. Kozmička čestica privede naglo atomskoj jezgri golemu energiju. Visoko ugrijana atomska jezgra isparuje svoje sastavne čestice. Ali istodobno se munjevito vrše pretvorbe između neutrona i protona, a to daje pozitivne i negativne mezone. 
Uska veza nuklearnih sila s otkrivenim česticama u kozmičkim zrakama učinila je Yukawinu teoriju vrlo privlačnom, i čitava teorija nuklearnih sila razvija se od 1939. u tom smjeru. Međutim, baš s tom uskom vezom počele su poslije nekoliko godina i glavne teškoće. Prema cjelokupnom znanju iz pokusa vrlo je vjerojatno da se primarne kozmičke zrake sastoje od protona. Broj mezona u gornjim slojevima atmosfere tako je velik da kozmički proton mora proizvesti prosječno jedan mezon, kad prođe sloj atmosfere jednak kao 1 metar vode. Čitava atmosfera jednaka je sloju vode visokim 13 metara. 
Mezone prodorne komponente kozmičkih zraka možemo pokusima ispitivati na njihovu putu do Zemlje. Osnovna je činjenica da ti mezoni vrlo slabo uzajamno djeluju s materijom. Oni prolaze pravocrtno kroz debele slojeve olova, a da ih pri tom ništa ne zadesi. Ono slabo raspršenje mezona, koja se opaža, može se protumačiti Coulombovom električnom silom između mezona i atomskih jezgri.
Vidi se odmah, da ove dvije činjenice: snažno stvaranje mezona u gornjem sloju atmosfere i odsutnost uzajamnog djelovanja prodorne komponente s nukleonima među sobom proturječe. Svi osnovni procesi su povratni (reverzibilni). Koliko je vjerojatan proces u kojem protoni s nukleonima daju mezone, toliko isto mora biti vjerojatan povratni proces da mezoni iščeznu. Znamo kako su jake nuklearne sile i odatle, kako je jako uzajamno djelovanje između nukleona i mezona. Opažano uzajamno djelovanje između mezona prodorne komponente i nukleona je za faktor 1012 manje od uzajamnog djelovanja između nukleona i mezona u nuklearnoj teoriji, koja dobro objašnjava produkciju mezona u gornjem sloju atmosfere. 
Za vrijeme Drugog svjetskog rata izveli su Conversi, Pancini i Piccioni, vrlo detaljne pokuse, kako bi ispitali uzajamno djelovanje između prodorne komponente i materije. Pokusni uređaj sličan je onom za određivanje vremena raspada mezona. Mezoni bivaju zaustavljeni u velikom bloku olova, željeza, ugljena ili drugog materijala. Pomoću povezanih brojača i magnetskog polja možemo razlučiti staze pozitivnih i negativnih čestica i tako zasebno proučavati što se događa s pozitivnim i negativnim mezonima. Što očekujemo za pozitivne mezone? Njih atomske jezgre odbijaju, pa oni ne mogu doći u blizinu nukleona. Oni se dakle moraju raspasti na elektrone. Rimski fizičari su to doista opazili. Drukčije ponašanje očekivali bismo od negativnih mezona. Njih atomske jezgre privlače. Usporeni negativni mezon u bloku vrlo brzo bi došao blizu nukleonima, gdje bi bio apsorbiran. Rimski fizičari međutim su našli da se u bloku ugljena negativni mezoni isto tako spontano raspadaju na elektrone kao i pozitivni. Uzajamno djelovanje između mezona prodorne komponente i nukleona sasvim je neznatno. No, kako da se tada objasni masovna nastajanja mezona u gornjem sloju atmosfere?
Godine 1947. opazili su Lattes, G. Occhialini i Powell u fotografskoj emulziji, nove mezone, koji se raspadaju na lakše mezone. Primarni mezon, koji je Powell označio slovom π, ulazi u emulziju i biva u njoj zaustavljen, što se jasno vidi po odebljanju staze na kraju. Zatim od tog kraja biva izbačen drugi mezon sa znatnom energijom od 4 MeV. Taj sekundarni mezon označio je Powell slovom μ. Iz zakona o sačuvanju impulsa proizlazi da u protivnom smjeru o μ mezona mora biti izbačena neutralna čestica, koja ne ostavlja traga u emulziji. Na osnovu mnoštva takvih fotografija, Powell je zaključio da omjer mase π mezona prema masi μ mezona mora biti 1,6. Masa neutralne čestice mora biti oko 90 puta veća od mase elektrona.
Malo poslije toga rezultata engleskih fizičara potvrdilo je otkriće umjetnog dobivanja mezona. Pomoću sinhrociklotrona u Berkeleyu dobivene su alfa-čestice s energijom od 300 MeV. Alfa-zrake su padale na ploče od C, Be, Cu ili U. Iz ploče izlaze tad brzi mezoni. Iz zakrivljenosti staze mezona u magnetskom polju izračunao se impuls sile mezona. Masa je umjetno proizvedenih mezona oko 300 puta veća od mase elektrona. 
Taj rezultat potpuno se slaže s Powellovim opažanjem. Pretpostavimo li da su μ mezoni poznati mezoni prodorne komponente s masom 200, tad iz poznatog omjera masa π mezona i μ mezona, koji je jednak 1,6 proizlazi, da je masa π mezona jednaka 270. To se u granicama točnosti slaže s masom umjetno proizvedenih mezona.
Powell je opazio da se π mezoni dvojako ponašaju. Jedni, kao što smo vidjeli, raspadaju se na μ mezone. Staze drugih π mezona završavaju "zvijezdom". Ti π mezoni (pioni) izazivaju razbijanja atomskih jezgara. Ovo raznovrsno ponašanje π mezona lako možemo objasniti suprotnim električnim nabojem. Pozitivni π mezoni bivaju odbijeni od atomskih jezgri i, zaustavljeni, umiru poslije nekog vremena. Naprotiv, negativne π mezone privuče atomska jezgra, i oni reagiraju s nukleonima. Atomska jezgra apsorbira π mezon, dobiva time znatnu količinu energije i rasprsne se. Vidimo "zvijezdu". Ovi pokusi neosporno pokazuju da π mezoni imaju vrlo jako djelovanje s nukleonima. 
Prema tim pokusima čini se vrlo vjerojatnim da pri naletu primarnih kozmičkih zraka na atmosferu nastanu najprije π mezoni. Primarni proton velike energije proizvede prosječno jedan π mezon pri prolazu sloja atmosfere jednake kao 1 m vode. Ti mezoni su vrlo kratkotrajni i raspadaju se poslije vremena od 10-8 s na lakše mezone, koji u nižim slojevima djeluju kao prodorna komponenta kozmičkih zraka. Pored raspada π mezona na μ mezon, opažana je i druga vrsta: da se π mezon raspadne na elektron i neutrino (CERN 1958.). Taj pokusni nalaz potvrdio je stara teorijska očekivanja, a osobito predodžbe o beta raspadu.
Nakon π mezona pronađeno je još više vrsta čestica s međumasama između protona i elektrona, a otkrivene su i teže čestice, hiperoni; svaka od tih vrsta točno je određena posebnom masom, vlastitim momentom vrtnje (spinom) i vremenom raspadanja. U pravilu te nove čestice vrlo kratko traju i vide se tek u pokusu nakon što su proizvedene sudarima brzih projektila na protone ili neutrone u atomskim jezgrama. Za stvaranje svake čestice mase m potrebna je dakako po Einsteinovom zakonu energija m∙c2 (ekvivalencija mase i energije), što za mezone traži akceleratore većeg električnog napona od 200 milijuna volti. Čestice koje se sudaraju s velikim energijama dolaze jedna drugoj vrlo blizu, pa je stvaranje novih, kratkotrajnih čestica u najužoj vezi sa strukturom elementarnih čestica, osobito nukleona. Suvremena teorija nastoji da sve to golemo mnoštvo elementarnih čestica sagleda pod jedinstvenim aspektima, i bilo je pokušaja da se sva ta raznolikost prikaže jedinstvenim poljem (Heisenberg), no konačno rješenje tog najdubljeg pitanja o strukturi materije pripada budućnosti.
Iz općih načela kvantne teorije može se zaključiti na veličinu mase čestica koje prenose sile između protona i neutrona. Promatrajmo jedan proton i neutron u trenutku emisije odnosno apsorpcije jednog virtualnog mezona odnosima neodređenosti:
{\displaystyle \Delta x\cdot \Delta p=h}
neodređenost položaja jednaka je dosegu nuklearnih sila, približno jednako promjeru lakih jezgri, dakle 10-15 m, a neodređenost impulsa jednaka je umnošku mase emitiranog mezona i njegove brzine, približno jednake brzini svjetlosti c. Odatle izlazi da je doseg nuklearnih sila d jednak:
{\displaystyle d={\frac {h}{m\cdot c}}}
Kad stavimo za doseg nuklearnih sila iskustvenu poznatu veličinu, dobivamo da su mase kvanata polja koja prenose nuklearne sile upravo mase mezona. To nam kaže kako je suvremena mezonska teorija nuklearnih sila duboko ukorijenjena u osnovna načela kvantne fizike, no treba očekivati da će dalje istraživanje elementarnih čestica iznijeti i nove bitne aspekte.